# 任圜
任圜（？—927年 ），五代时后唐大臣。京兆三原（今陕西三原东北）人。
祖任清，成都少尹。父任茂弘，避地太原，曾任西河令，有子五人，分别叫任图、任回、任圜、任团、任冏。因任氏诸子风采都很不同，受到河东节度使李克用的喜爱，就把同宗的侄女嫁给任团为妻，并任命任圜为代州、宪州刺史。
圜善谈辩，眾人害怕與之论议。李嗣昭任昭义节度使之時，聘任圜為观察使。李克用子李存勖即位后，曾与李嗣昭生隙，任圜趁奉命往来的机会为李嗣昭申辩，使得他们兄弟仍然和睦。后任潞州（今山西长治）观察判官，李嗣昭在常山之役时受伤死于军中，任圜代理统军，号令如一，敌人不知李嗣昭之死。之后攻克常山，后唐庄宗改镇州为北京，以圜为工部尚书兼真定（今河北正定）尹、北京副留守，行留守事。次年在郭崇韬属下任行军司马，充北面水陆转运使，仍知府事。同光三年（925年），回朝任工部尚书。后唐伐蜀时，被命跟随皇子魏王李继岌和郭崇韬出征，西蜀平定回师至利州（今四川省广元市）时，他击败康延孝叛军。后唐明宗即位，班师途中的李继岌闻讯自杀，任圜率其军回到洛阳，明宗拜他同中书门下平章事，兼判三司。韦说、豆卢革罢相，朝政悉令任圜主持。因努力整顿财政，颇见成效。任圜与安重诲商议重新立相，任圜欲举荐李琪。明宗李嗣源較信任安重诲。枢密使安重诲因向任圜讨求歌妓不得而生不合，数次愤争于朝，终被罢职，天成二年（927年），以太子少保致仕，出居磁州（今河北磁县）。十月，任圜被安重誨誣与朱守殷合叛。安重诲遣供奉官王镐赴磁州，矫制赐任圜自尽。端明殿学士趙鳳告訴重诲說：“任圜义士，安肯为逆！公滥刑如此，何以赞国！”任圜聚族酣饮，后仰药死。明宗知道后没有怪罪安重诲，而是声称任圜勾结朱守殷，心怀怨望。后唐末帝登基后，追赠太傅。
子任彻，后晋度支郎中。八世孫任熊祥。

## 延伸阅读
[在维基数据编辑]
 在维基文库阅读此作者作品
 《舊五代史·卷67》，出自薛居正《舊五代史》
 《新五代史·卷28》，出自歐陽修《新五代史》